# Neveazzurra
Neveazzurra è un comprensorio sciistico, che comprende tutte le località sciistiche della Provincia del Verbano-Cusio-Ossola.
Le località che appartengono al comprensorio sono: Macugnaga, Mottarone, San Domenico di Varzo, Domobianca, Formazza, Alpe Devero, Piana di Vigezzo, Druogno, Antrona e Pian di Sole.

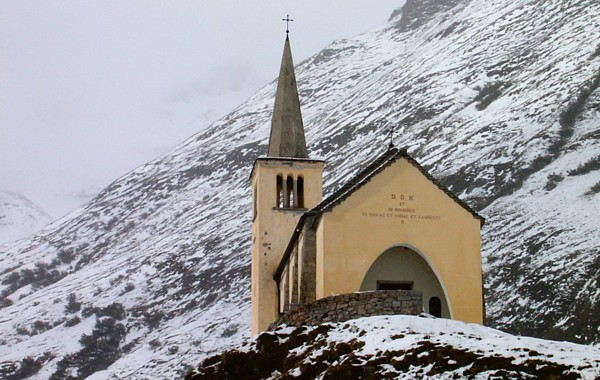
Riale di Formazza in inverno, qui si snoda una conosciuta pista da sci di fondo

Le piste del comprensorio misurano complessivamente 138 km e sono servite da 54 impianti di risalita (3 funivie, 1 cabinovia, 16 seggiovie, 26 skilift e 8 nastri trasportatori).
Nell'ottobre 2010, la provincia del VCO ha promosso la modernizzazione del sistema di skipass del comprensorio, attraverso l'adozione dello standard  OpenPass e la creazione della SkiArea VCO. Lo skipass SkiArea VCO consente allo sciatore di recarsi in ogni stazione di risalita del comprensorio con un unico skipass su card RFID.